# Ceratomyxa subelegans
Ceratomyxa subelegans is een microscopische parasiet uit de familie Ceratomyxidae. Ceratomyxa subelegans werd in 1953 beschreven door Laird. 